# العلاقات الأوغندية الصينية
العلاقات الأوغندية الصينية هي العلاقات الثنائية التي تجمع بين أوغندا والصين.

## مقارنة بين البلدين
هذه مقارنة عامة ومرجعية للدولتين:
| وجه المقارنة                                              | أوغندا                        | الصين                    |
| --------------------------------------------------------- | ----------------------------- | ------------------------ |
| المساحة (كم2)                                             | 241.04 ألف                    | 9.60 مليون               |
| عدد السكان (نسمة)                                         | 42.86 مليون                   | 1.33 مليار               |
| الكثافة السكانية (ن./كم²)                                 | 177.81                        | 138.54                   |
| العاصمة                                                   | كامبالا                       | بكين                     |
| اللغة الرسمية                                             | لغة إنجليزية، اللغة السواحلية | اللغة الصينية القياسية   |
| العملة                                                    | شيلينغ أوغندي                 | رنمينبي                  |
| الناتج المحلي الإجمالي (بليون دولار)                      | 25.89 مليار                   | 12.24 تريليون            |
| الناتج المحلي الإجمالي (تعادل القوة الشرائية) بليون دولار | 72.25 مليار                   | 19.82 تريليون            |
| الناتج المحلي الإجمالي الاسمي للفرد دولار أمريكي          | 705                           | 8.03 ألف                 |
| الناتج المحلي الإجمالي للفرد دولار أمريكي                 | 1.77 ألف                      | 13.21 ألف                |
| مؤشر التنمية البشرية                                      | 0.483                         | 0.728                    |
| رمز المكالمات الدولي                                      | +256                          | +86                      |
| رمز الإنترنت                                              | .ug                           | .cn، .中国 ‏، .中國 ‏      |
| المنطقة الزمنية                                           | ت ع م+03:00                   | توقيت الصين، ت ع م+08:00 |

## منظمات دولية مشتركة
يشترك البلدان في عضوية مجموعة من المنظمات الدولية، منها:
| علم المنظمة | اسم المنظمة                               | تاريخ انضمام أوغندا | تاريخ انضمام الصين |
| ----------- | ----------------------------------------- | ------------------- | ------------------ |
|             | مؤسسة التنمية الدولية                     | 27 سبتمبر 1963      | 24 سبتمبر 1960     |
|             | يونسكو                                    | 9 نوفمبر 1962       | 4 نوفمبر 1946      |
|             | وكالة ضمان الاستثمار متعدد الأطراف        | 10 يونيو 1992       | 30 أبريل 1988      |
|             | الأمم المتحدة                             | 25 أكتوبر 1962      | 25 أكتوبر 1971     |
|             | الفريق المعني برصد الأرض                  | ?                   | ?                  |
|             | الاتحاد البريدي العالمي                   | ?                   | ?                  |
|             | البنك الدولي للإنشاء والتعمير             | 27 سبتمبر 1963      | 27 ديسمبر 1945     |
|             | الاتحاد الدولي للاتصالات                  | 8 مارس 1963         | 1 سبتمبر 1920      |
|             | منظمة حظر الأسلحة الكيميائية              | ?                   | ?                  |
|             | مؤسسة التمويل الدولية                     | 27 سبتمبر 1963      | 15 يناير 1969      |
|             | المركز الدولي لتسوية المنازعات الاستشارية | 14 أكتوبر 1966      | 6 فبراير 1993      |
|             | منظمة التجارة العالمية                    | ?                   | 11 ديسمبر 2001     |
|             | منظمة الشرطة الجنائية الدولية             | ?                   | ?                  |
|             | البنك الإفريقي للتنمية                    | ?                   | ?                  |

## وصلات خارجية
- موقع وزارة الخارجية الأوغندية
- موقع وزارة الخارجية الصينية